# Killian Phillips
Killian Phillips (San Diego, 30 de marzo de 2002) es un futbolista estadounidense, nacionalizado irlandés, que juega en la demarcación de centrocampista para el St Mirren FC de la Scottish Premiership.

## Selección nacional
Tras jugar en las categorías inferiores de la selección, finalmente hizo su debut con la selección absoluta de Irlanda el 6 de junio contra Senegal en un partido amistoso que finalizó con un resultado de empate a uno tras un gol de Kasey McAteer para Irlanda, y de Ismaïla Sarr para Senegal.

## Clubes
| Club                          | País       | Año       | Partidos | Goles |
| ----------------------------- | ---------- | --------- | -------- | ----- |
| Drogheda United FC            | Irlanda    | 2021-2022 | 31       | 2     |
| Crystal Palace FC             | Inglaterra | 2022-2023 | 1        | 0     |
| Shrewsbury Town FC (cedido)   | Inglaterra | 2023      | 20       | 3     |
| Wycombe Wanderers FC (cedido) | Inglaterra | 2023-2024 | 30       | 2     |
| Aberdeen FC (cedido)          | Escocia    | 2024      | 13       | 0     |
| St Mirren FC                  | Escocia    | 2024-     | 41       | 8     |